# Драган Жилић
Драган Жилић (Кикинда, 14. децембар 1974) српски је фудбалер који игра на позицији голмана.

## Каријера
Запажен је као голман још у време када је чувао мрежу Кикинде (1992–1996), а потпуно се афирмисао на голу новосадске Војводине (1996–2000). Следи годину дана игре у иностранству (ЦСКА Софија, 2000–01), затим четири најуспешније сезоне у каријери (Сартид Смедерево, 2001–2005). Био је члан генерације „оклопника” која је Смедеревцима донела највреднији трофеј у историји клуба – Куп Србије и Црне Горе (2003), после узбудљивог финала са Црвеном звездом (0:1).
Од 2005. године постао је голман хрватског лигаша Ријеке, са којом осваја Куп Хрватске (2006). Први је репрезентативац СЦГ кога је ангажовао један хрватски клуб. У жижу јавности дошао је 29. новембра 2006. када у 92. минуту реванш меча купа Хрватске (Конављанин – Ријека 2:1) постиже погодак главом и обезбеђује свом тиму пролаз у полуфинале купа. У јануару 2009. раскинуо је уговор са Ријеком и појачао редове словеначке Горице у чијим редовима је и окончао каријеру.
За репрезентацију Југославије је бранио на осам сусрета. У дресу са националним грбом дебитовао је 23. октобра 1998. на пријатељском мечу са Бразилом (1:1), а последњи пут за национални тим бранио је 16. новембра 2003. у Плоцку, на пријатељском мечу са Пољском (3:4).
Ожењен је Сташом и има ћерку Мију. Драганова мајка Драгица Мандић родом је из Петровца.

## Трофеји
Сартид
- Куп Србије и Црне Горе (1): 2002/03.

Ријека
- Куп Хрватске (1): 2005/06.